# Mike van der Hoorn
Mike van der Hoorn (Almere, 15 d'octubre de 1992) és un futbolista neerlandès que actualment juga com a defensa central a l'Eredivisie per l'FC Utrecht. Ha estat internacional sub-21 amb els Països Baixos.

## Palmarès
Ajax
- Eredivisie: 2013–14

Països Baixos sub-21
- Campionat d'Europa de Futbol sub-21 de la UEFA, bronze: 2013[3][4]

Individual
- Trofeu David Di Tommaso: 2012–13